# ジアコーモ・ブレッサドーラ

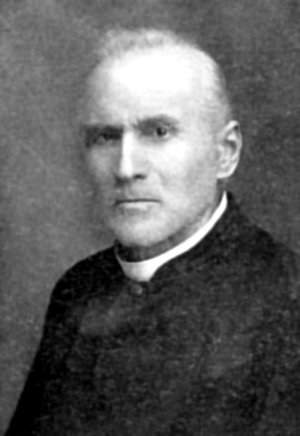
Giacomo Bresadola

ジアコーモ・ブレッサドーラ（Giacomo Bresadola、1847年2月14日 – 1929年6月9日）はイタリアの司祭、菌類学者である。

## 略歴
オーストリア・チロル地方のOrtisèに生まれた。当時、オーストリア領のトレントで学び、Imperial Regio Ginnasioを卒業し、神学を学び4年後、司祭に叙階された。
バゼルガ・ディ・ピネ、ロンチェニョで働いた後、1874年からMalè in Val di Soleで司祭を務めた。植物学の研究を始め、コケ類や地衣類の知識を深め、カプチン・フランシスコ修道会のGiovanella神父の励ましで、菌類の研究も始めた。後に、ブレッサドーラが記載したイッポンシメジ科のキノコの学名、Omphalia giovanellae (Clitopilus giovanellae (Bres.) Sing.)はGiovanella神父に献名したものである。
1885年にトレントに移り、教区管理者になり、聖堂参事会監督に任じられ、1910年までその職を続けた。菌類学の著書に多くの図を含む"Fungi Tridentini novi, vel nondum delineati, descripti, et iconibus illustrati"（「トレントの新しいキノコ、解説と図」、1881年）や"Iconographia mycologica"（「きのこ図鑑」）があり、国際的に評価された。
ホウキタケ科（Clavariaceae）のMucronella bresadolaeやスイライカビ科のAscophanus bresadolaeなど多くの菌類に献名されている。

## Iconographia mycologicaの図版

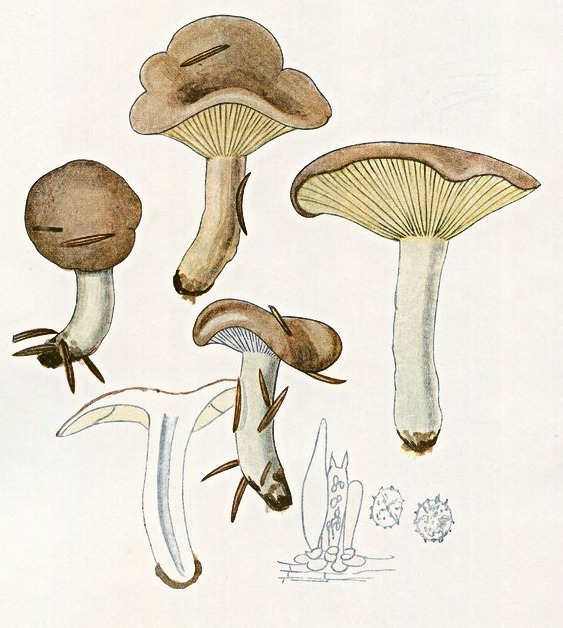
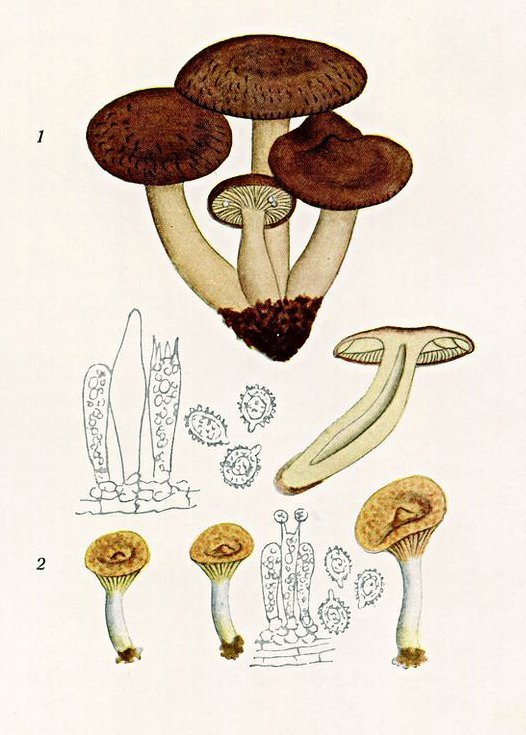
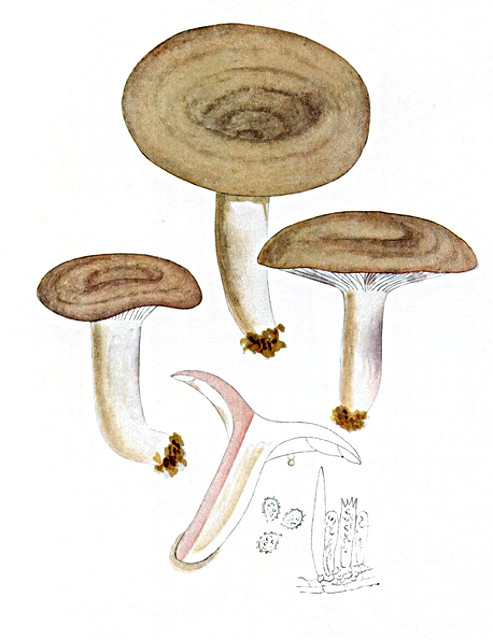
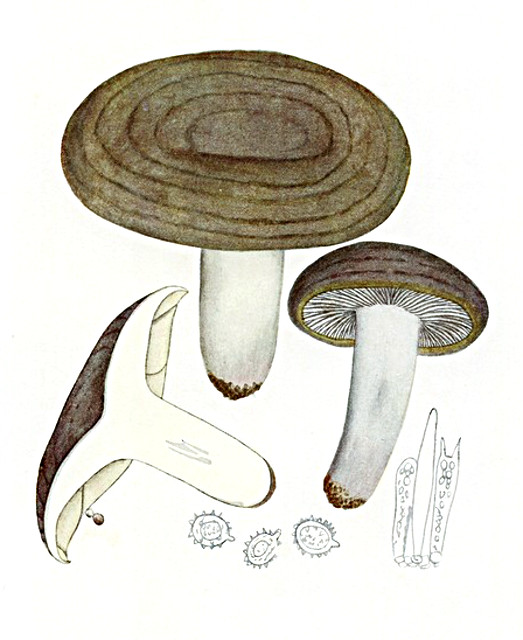